# Shorea contorta
Shorea contorta (tiếng Anh thường gọi là White Lauan) là một loài thực vật thuộc họ Dipterocarpaceae. Đây là loài đặc hữu của Philippines.